# Jan Willem Antonie Barchman Wuytiers
Jan Willem Antonie Barchman Wuytiers (van Vliet) (Harderwijk, 13 februari 1847 – Vleuten, 3 juni 1926) was een Nederlandse burgemeester.

## Leven en werk
Jhr. Barchman Wuytiers, lid van de familie Barchman Wuytiers, was een zoon van jhr. Hendrik Cornelis Johannes Barchman Wuytiers (1806-1866) en Antonia Elisabeth van Meurs, vrouwe van Vliet (1812-1893). Bij Koninklijk Besluit van 15 januari 1901 werd hij, met wijziging van het KB waarbij hij in 1829 was verheven, ingelijfd in de Nederlandse adel. Hij was getrouwd met jkvr. Suzanna Amelia Martens, vrouwe van Voorn (1851-1920), lid van de familie Martens, met wie hij drie kinderen kreeg.
Barchman Wuytiers was achtereenvolgens burgemeester van Wadenoijen (1877-1879), de gemeenten Vleuten, Haarzuilens en Oudenrijn (1879-1901) en Amersfoort (1901-1912). Tijdens zijn burgemeesterschap van Vleuten, Haarzuilens en Oudenrijn en vanaf zijn pensionering in 1912 tot zijn overlijden in 1926 woonde hij op het landgoed Voorn in De Meern, welk landgoed in het zuidoosten van de gemeente Vleuten lag en grensde aan de gemeenten Oudenrijn en Utrecht.
In 1909 werd in Amersfoort een straat naar hem vernoemd. Hij overleed op 79-jarige leeftijd en werd begraven in Utrecht.